# Calyptranthes anacletoi
Calyptranthes anacletoi är en myrtenväxtart som beskrevs av Attila L. Borhidi och O.Muniz. Calyptranthes anacletoi ingår i släktet Calyptranthes och familjen myrtenväxter. Inga underarter finns listade i Catalogue of Life.